# Lu:na/Oasis
Lu:na/OASIS – piętnasty singel japońskiego artysty Gackta, wydany 30 czerwca 2003 roku. Oba utwory zostały wykorzystane w OVA Shin Hokuto no Ken. Singel osiągnął 5 pozycję w rankingu Oricon i pozostał na listach przebojów przez 5 tygodni. Sprzedano 34 049 egzemplarzy.

## Lista utworów
Wszystkie utwory zostały napisane i skomponowane przez Gackt C.
| Nr | Tytuł                  | Aranżacja           | Czas |
| -- | ---------------------- | ------------------- | ---- |
| 1. | "Lu:na"                | Gackt.C, Chachamaru | 3:28 |
| 2. | "OASIS"                | Gackt.C, Chachamaru | 4:33 |
| 3. | "Lu:na" (instrumental) | Gackt.C, Chachamaru | 3:28 |
| 4. | "OASIS" (instrumental) | Gackt.C, Chachamaru | 4:26 |